# 无距花
无距花（学名：Stapfiophyton peperomiifolium），为野牡丹科无距花属下的一个植物种。